# Sítio do Quinto
Sítio do Quinto är en kommun i Brasilien.   Den ligger i delstaten Bahia, i den östra delen av landet, 1 200 km nordost om huvudstaden Brasília. Antalet invånare är 12 603.
Omgivningarna runt Sítio do Quinto är huvudsakligen savann. Runt Sítio do Quinto är det ganska glesbefolkat, med 30 invånare per kvadratkilometer.